# Rati Gupta
Rati Gupta (* 9. Februar 1984 in Michigan City, Indiana) ist eine US-amerikanische Schauspielerin.

## Leben
Rati Gupta wurde 1984 in Michigan City, im US-Bundesstaat Indiana als Tochter indischer Einwanderer geboren. Sie selbst spricht kein Hindi. Sie studierte Psychologie an der Northwestern University. In Los Angeles nahm sie Schauspielunterricht.
2011 hatte Gupta in dem Fernsehfilm Worst. Prom. Ever. ihren ersten Auftritt. 2016 hatte sie ihre erste Rolle in der Fernsehserie Better Things. 2018 bis 2019 erhielt sie in der Fernsehserie The Big Bang Theory erstmals eine wiederkehrende Rolle.

## Filmografie
- 2011: Worst. Prom. Ever. (Fernsehfilm)
- 2011: Where the Road Meets the Sun
- 2016: Better Things (Fernsehserie, Folge 1x05 Zukunftsängste)
- 2018–2019: The Big Bang Theory (Fernsehserie, 9 Folgen, 12. Staffel)
- 2019: Future Man (Fernsehserie, 7 Folgen)
- 2019: Unbelievable (Miniserie, Folge 1x04 Folge 4)
- 2020: Heart Baby Eggplant (Fernsehserie, 7 Folgen)